# TIE
Pour les articles homonymes, voir Tie (homonymie).
Vaisseau spatial apparaissant dans
Star Wars.
Les TIE ou chasseurs TIE (pour « Twin Ion Engines », moteurs ioniques doubles en français), sont une grande famille de vaisseaux et véhicules de l'Empire galactique présents dans l'univers de Star Wars.

## Univers
L'univers de Star Wars se déroule dans une galaxie peuplée par des humains et de nombreuses autres espèces intelligentes. Elle est le théâtre d'affrontements entre les chevaliers Jedi et les seigneurs noirs des Sith, personnes sensibles à la Force, un champ énergétique mystérieux qui leur procure des pouvoirs psychiques. Les Jedi maîtrisent le côté lumineux de la Force, pouvoir bénéfique et défensif, pour maintenir la paix dans la galaxie. Les Sith utilisent le côté obscur, pouvoir nuisible et destructeur, pour leur usage personnel et pour dominer la galaxie.
Depuis le rachat de la société Lucasfilm par la Walt Disney Company, il existe deux univers Star Wars : le « Légendes » et l'« Officiel ». Ils ont pour point commun les six premiers films et la série télévisée The Clone Wars. L'univers Légendes reprend en plus les histoires complémentaires présentées dans des livres, des bandes dessinées, des téléfilms ou des jeux sortis avant 2014. L'univers Officiel reprend, lui, les histoires des films et des autres supports parus depuis 2014,.

## Caractéristiques
Le TIE est un vaisseau conçu par l'Empire galactique en s'inspirant principalement du V-wing, un chasseur utilisé par la République galactique à la fin de la guerre des clones.
Le TIE est produit par les Systèmes de Flotte Sienar, dont le fondateur, Raith Sienar, est aussi à l'origine du vaisseau de Dark Maul, le Cimeterre, ainsi que du concept original de l'Étoile de la mort.
Fait pour être produit, transporté et déployé en masse, le TIE ne doit pas coûter trop cher à la production tout en étant maniable de façon efficace. Cela explique notamment l'absence d'hyperdrive et de bouclier déflecteur sur le vaisseau,.

### Bombardier TIE (TIE Bomber)
Le Bombardier TIE comprend de nombreuses munitions explosives, notamment des bombes à protons, ce qui le ralentit et le rend moins maniable. Comme le modèle standard, il est peu blindé,.

### Intercepteur TIE (TIE Interceptor)
L'Intercepteur TIE est conçu pour contrer les chasseurs de l'Alliance rebelle comme le X-wing ou le A-wing. Du fait de sa silhouette à quatre panneaux en pointe, il est plus difficile à cibler. Ce modèle est utilisé principalement à la fin de la guerre civile galactique qui oppose impériaux et rebelles.

### Prototype de TIE avancé X1
Le prototype de TIE avancé X1 n'est produit qu'en un exemplaire, appartenant à Dark Vador. Il se reconnaît à ses panneaux incurvés. Il est équipé de boucliers déflecteurs et d'un hyperdrive.

## Concept et création
Le cockpit sphérique et les panneaux hexagonaux du chasseur TIE sont établis à partir du modèle conceptuel de Colin Cantwell, d'Industrial Light & Magic (ILM), pour Un nouvel espoir, George Lucas ayant apprécié cette conception de base consistant en deux panneaux hexagonaux reliés par un axe, avec un cockpit sphérique et un système de propulsion basé sur un double moteur ionique (d'où le nom de TIE). Toutefois, le concept de Cantwell comportait peu de détails. Joe Johnston créa des détails supplémentaires tels que la fenêtre du cockpit et les fixations entre les panneaux solaires et la coque,,.
Le Bombardier TIE doit initialement apparaître dans Un nouvel espoir, mais est finalement absent du produit final. Il est visible dans les deux films suivants de la trilogie originale, mais avant cela sa première apparition se situe dans une bande dessinée sortie peu après Un nouvel espoir. Cette bande dessinée traite de la version Légendes du vol des plans de l'Étoile de la mort.

## Adaptations

### Jeux vidéo
Dans le jeu vidéo de 1994 TIE Fighter met en scène le point de vue de l'Empire galactique et, pour cela, place le joueur aux commandes d'un chasseur TIE,.
Un niveau du jeu vidéo de 2008 Le Pouvoir de la Force se déroule dans une usine de chasseurs TIE,.

### Autres
En 2022, Kross Studio met en vente un remontoir en forme de TIE avancé X1.

## Accueil
Selon un article de Screen Rant, le jeu TIE Fighter est meilleur que X-Wing, mais l'auteur de l'article reproche le fait que le TIE, en tant que vaisseau impérial, est trop géométrique et uniforme, ce qui le rend désagréable à voir, contrairement au X-Wing plus riche en détails.